# Trítio
O trítio, também conhecido como trício, do latim tritium, é um raro  isótopo do hidrogênio, (representado por 3H), e de abundância vestigial.
Seu núcleo atômico contém 1 próton e 2 nêutrons. É um isótopo radioativo que apresenta uma meia-vida de 12,32 ± 0,02 anos. Informalmente é simbolizado pela letra T.
Emite radiação do tipo β (beta). Como o núcleo apresenta três nucleons que participam na interação forte e, somente um próton carregado eletricamente, o trítio pode liberar grande quantidade de energia ao realizar a fusão nuclear, e pode fazê-lo mais facilmente que os outros isótopos mais comuns do hidrogênio. Assim, o trítio poderá ser utilizado (no futuro) para a produção de energia em grande quantidade.
A energia a ser gerada pela fusão nuclear controlada deverá ser bem mais limpa do que aquela produzida pela fissão nuclear pois como principal resíduo, tem-se o hélio e o processo de produção de energia deixaria lixo nuclear de baixa perigosidade. Essa produção de energia seria feita através da fusão nuclear, que produz milhões de graus de temperatura. Teoricamente, para produzir fusão nuclear, também poderia ser utilizado o deutério.[carece de fontes?]
O trítio é produzido artificialmente por irradiação de lítio metálico ou seixos cerâmicos de lítio num reactor nuclear, e é um dos subprodutos  nas operações normais dos reactores nucleares . O trítio é então  utilizado nas bombas de hidrogénio.
O trítio também é utilizado em radioluminescência, como na iluminação de relógios de pulso, sinais de saída de emergência e utensílios militares como sistemas de mira de armas de fogo, pressão ou arco, já que a liberação das partículas beta em contato com o fósforo o faz ficar luminescente.[carece de fontes?]

## Riscos
O trítio é um isótopo de hidrogénio, o que lhe permite ligar-se facilmente aos radicais hidroxil, formando água tritiada (HTO), e aos átomos de carbono. Uma vez que o trítio é um emissor beta de baixa energia, não é perigoso externamente (as suas partículas beta são incapazes de penetrar na pele), mas pode haver um perigo de radiação quando inalado, ingerido através de alimentos ou água, ou absorvido através da pele.